# Heinz Striek
Heinz Striek (* 27. Juli 1918 in Berlin; † 29. Oktober 2011 ebenda) war ein deutscher Finanzpolitiker und Sportfunktionär.

## Leben
Striek lernte den Beruf des Bankkaufmanns bei der Dresdner Bank zu Berlin. Seit 1946 SPD-Mitglied, wurde er im Jahre 1954 erstmals ins Berliner Abgeordnetenhaus gewählt. 1962 wurde er zunächst Staatssekretär und Anfang 1967 Senator für Finanzen. Der Regierende Bürgermeister Heinrich Albertz ernannte ihn zudem zum Bürgermeister und damit zu seinem Stellvertreter. Albertz' Nachfolger Klaus Schütz beließ Striek im Oktober 1967 als Finanzsenator, entband ihn aber von seiner Funktion als Bürgermeister. Die Affäre um das Pleiteobjekt Steglitzer Kreisel, für das der Senat mit 40 Millionen Mark bürgte, kostete Striek 1975 das Amt. Er trat zurück, weil die Staatsanwaltschaft gegen ihn wegen des Verdachts der uneidlichen Falschaussage vor dem Kreisel-Untersuchungsausschuss ermittelte. Vor Gericht wurde er freigesprochen.
Von 1976 bis 1989 war Striek für die Deutsch-Israelische Gesellschaft als Vizepräsident und als Berliner Landesvorsitzender engagiert. 1985 erhielt er den Ehrentitel „Stadtältester von Berlin“.
Lange Jahre war Striek Schatzmeister und Vizepräsident des Sportvereins Hertha BSC. Bis zu seinem Tod Ende Oktober 2011 war er Vorsitzender des Ältestenrats des Vereins.
Beerdigt wurde Striek auf dem Waldfriedhof Zehlendorf, wie auch seine am 12. Mai 2015 verstorbene Ehefrau Ilse Striek.

## Ehrungen
- 1985: Großes Verdienstkreuz der Bundesrepublik Deutschland
- 2000: Ehrenring HERTHA BSC
- 2001: Ehrenvorsitzender der Deutsch-Israelischen Gesellschaft -Arbeitsgemeinschaft Berlin
- 2004: Goldene Ehrennadel mit Brillant HERTHA BSC
- 2008: 1. Ehrenmitglied Deutsch-Israelische Hilfe für krebskranke Kinder e. V. (Ruth Galinski, Vorsitzende)